# Bulbophyllum melinoglossum
Bulbophyllum melinoglossum är en orkidéart som beskrevs av Rudolf Schlechter. Bulbophyllum melinoglossum ingår i släktet Bulbophyllum och familjen orkidéer. Inga underarter finns listade i Catalogue of Life.